# Jalkapallon suomenmestaruuskilpailut 1909
Druhý ročník Jalkapallon suomenmestaruuskilpailut 1909 (Finského fotbalového mistrovství) se konal od 26. září do 17. října 1909.
Turnaje se zúčastnilo čtyři klubů, tři byli z Helsinek (IFK Helsinky, HJK Helsinki a PUS Helsinki) a jeden z Vyborgu (Viipurin Reipas). Vítězem turnaje se stal PUS Helsinki, který porazil ve finále IFK Helsinky 4:0 a získal tak první titul.